# Име среће
Име среће је осамнаести студијски албум Ане Бекуте. Објављен је 25. јануара 2018. године у издању Гранд продукције. Поред нових песама, на албуму се налази и седам бонус песама - раније објављених синглова. Уз албум је објављен и двоструки live CD са песмама изведеним на концерту у Сава центру.

## Песме на албуму "Име среће"
| Бр. | Песма                  | Музика                | Текст               | Аранжман                           |
| --- | ---------------------- | --------------------- | ------------------- | ---------------------------------- |
| 1.  | Метар                  | Саша Милошевић Маре   | Саша Милошевић Маре | Саша Милошевић Маре                |
| 2.  | Нећу се смирити        | Стева Симеуновић      | Стева Симеуновић    | Александар Кобац                   |
| 3.  | Име среће              | Млађан Динкић         | Саша Милошевић Маре | Саша Милошевић Маре                |
| 4.  | Пођи, па на старо дођи | Влада Узелац          | Марина Туцаковић    | Милош Михајловић                   |
| 5.  | Пређи на љубав         | Дамир Хандановић      | Марина Туцаковић    | Дамир Хандановић                   |
| 6.  | Знам да те боли        | Милош Михајловић      | Небојша Глигорић    | Милош Михајловић                   |
| 7.  | Мој си, нека се зна    | Млађан Динкић         | Саша Милошевић Маре | Саша Милошевић Маре                |
| 8.  | Застани, животе        | Саша Милошевић Маре   | Саша Милошевић Маре | Саша Милошевић Маре                |
| 9.  | Нисам те издала        | Саша Милошевић Маре   | Саша Милошевић Маре | Саша Милошевић Маре                |
| 10. | Балада о мајци         | Аладин Имамовић       | Расим Љајић         | Александар Софронијевић            |
| 11. | Твоја заувек           | Млађан Динкић         | Саша Милошевић Маре | Саша Милошевић Маре                |
| 12. | Крај извора Видрована  | Милутин Поповић Захар | Рајко Јоличић       | Александар Софронијевић            |
| 13. | Гуча                   | Зоран Беочанин Сотир  | Зорица Симовић      | Зоран Беочанин Сотир               |
| 14. | Закон љубави           | Нино Адемовић         | Миомира Драгићевић  | Нино Адемовић                      |
| 15. | Морава се није уморила | Дејан Прашчевић       | Дејан Прашчевић     | Марко Костић, Зоран Беочанин Сотир |
| 16. | Опасна                 | Бранислав Самарџић    | Биљана Спасић       | Дејан Абадић                       |

Песме 10-16 су бонус песме.

## Live cd
| Први део концерта             |
| ----------------------------- |
| Хвала, љубави                 |
| Имам један живот              |
| Рано моја                     |
| Ја нисам рођена да живим сама |
| Годинама                      |
| Не живим сама                 |
| Ма, не жалим ја               |
| Пао мрак                      |
| Све сам стекла сама           |
| Бог те казнио                 |
| Маните се, људи               |
| Не излуђуј ме                 |
| Благо мени                    |
| Како да те љубим после ње     |
| С тобом бар знам где је дно   |

| Други део концерта                                                                |
| --------------------------------------------------------------------------------- |
| Земан                                                                             |
| Ту су сви                                                                         |
| Ништа не обећавам                                                                 |
| Заволех те                                                                        |
| Краљ поноћи                                                                       |
| Остављена ја                                                                      |
| Треба времена                                                                     |
| Што је моје, то је само моје                                                      |
| Успомене                                                                          |
| Блок песама: Добро јутро, лепи мој - Олуја - Златиборске зоре - Весељак - Бекрија |
| Краљ поноћи (верзија уз клавир)                                                   |

## Промоција
Телевизијска промоција албума почела је извођењем песама Метар и Нећу се смирити у емисији Звезде Гранда - специјал. Спотови су снимљени за свих девет нових песама. Спот за насловну нумеру Име среће објављен је 20. јануара на јутјуб каналу, а 27. јануара и спот за песму Пређи на љубав. Спот за песму Застани, животе на јутјуб-у је објављен 03. фебруара, а 10. фебруара своју премијеру на јутјуб-у имао је спот за песму Метар. Песме Балада о мајци, Твоја заувек, Крај извора Видрована, Гуча, Закон љубави, Морава се није уморила и Опасна су бонус песме и објављене су у периоду од 2011. до 2017. године.

## Спотови
- Име среће
- Пређи на љубав
- Нећу се смирити
- Мој си, нека се зна
- Метар
- Знам да те боли
- Застани, животе
- Пођи, па на старо дођи
- Нисам те издала
- Опасна
- На извору Видрована

## Спољашље везе
- Ime sreće na discogs.com